# دير أبو سلمة
دير أبو سلمة هي قرية فلسطينية صغيرة في منطقة الرملة (شمال شرق الرملة).
أخذت القرية اسمها من مقام الشيخ أبو سلمة الذي يقع في مشارفها الشرقية.
كانت دير أبو سلمة قائمة على رقعة منبسطة مستوية من أرض السهل الساحلي الأوسط، ترتفع نحو 125 م عن سطح البحر.
كانت مبنية بيوتها باللبن موزّعة في القرية بشكل عشوائي، ويوجد إلى الشرق منها مقام الشيخ أبو سلمة وخزانين للمياه.
مساحة أراضي قرية دير أبو سلمة 1.195 دونماً جميعها ملك لأهلها العرب.
اعتمدت القرية في تحصيل رزقها على الزراعة، حيث تميزت أراضيها بتربتها الخصبة، وتوفر المياه الجوفية فيها، وكان سكان دير أبو سلمة يعتمدون في تسويق منتجاتها الزراعية – ومنها الحمضيات والزيتون والعنب والتين وغيرها - في مدينة اللد القريبة منهم.
ربطت القرية طرق صغيرة بقرى الحديثة وخربة الضهيرية والقبيبة ودانيال وجمزو المجاورة.

## السكان
بلغ عدد سكان دير أبو سلامة عام 1922 نحو 30 نسمة، وارتفع في عام 1945 إلى 60 نسمة، ووصل عدد السكان في عام 1948 إلى 70 نسمة، أقاموا في عشرة بيوت. وقد قام اليهود في عهد الانتداب بإنشاء مستعمرة بن شيمن [الإنجليزية] بظاهر القرية الشمالي.

## الاحتلال
أخليت دير أبو سلمة من سكانها أثناء حرب 1948 العربية الإسرائيلية في 13 يوليو 1948 في المرحلة الأولى من عملية داني، ثم قام اليهود باحتلالها، هدموا بيوتها وشتتوا سكانها.